# Elettuario

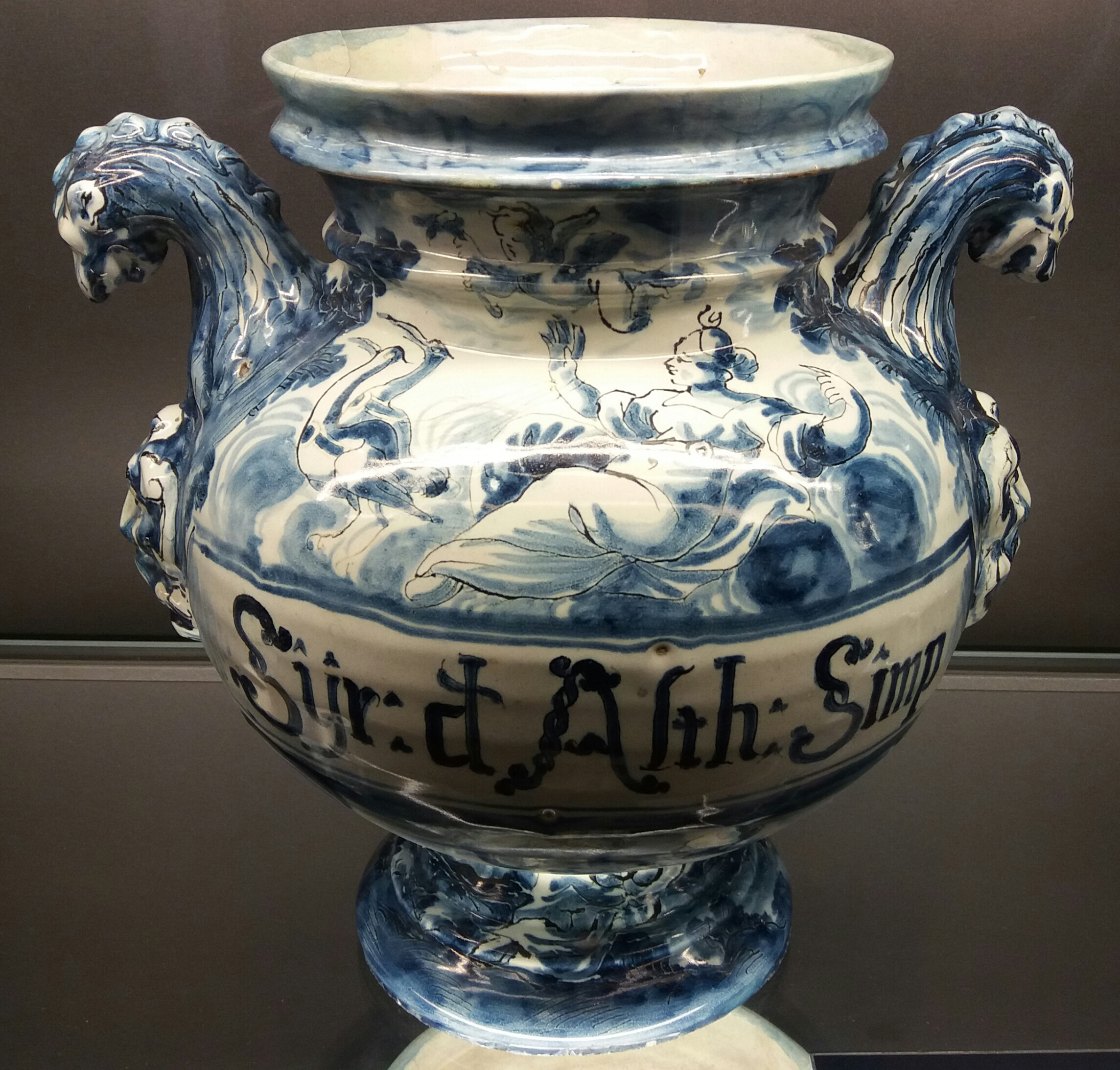
Vaso farmaceutico da elettuari del XVIII secolo della manifattura Veneziano (Savona). Proveniente dall'ospedale di Pammatone e conservato presso palazzo Tursi, Genova

Con elettuario (o elettovario, elettovaro, lattovaro) si indica un antico preparato farmaceutico composto da una densa miscela di principî attivi, polveri, parti ed estratti vegetali impastati con dolcificanti come miele o sciroppi per mascherarne il sapore sgradevole. Il composto molle veniva assunto sotto forma di decotto, di infuso o di bolo (pillole prive di componenti minerali).

## Etimologia
Il termine proviene dal latino tardo electuarium, a sua volta derivato dal greco ἐκλεικτόν che rimanda al verbo ἐκλείχειν "leccare" o, sempre dal greco, ἐλατήριον "lassativo".

## Tipi di elettuarî
Gianfilippo Ingrassia nelle sue "Constitutiones" del 1564 prescriveva che le botteghe farmaceutiche dovessero conservare quattordici tipi di elettuari confortativi, diciotto tipi di purganti e alcuni elettuari a base di oppio.

### Confortativi
Servivano per ritemprare i pazienti dopo lunghe febbri o degenze.
- Conserva de iua
- Diacalamentum - Polvere farmaceutica a base di calamento
- Diacinamomum - Composto a base di cinnamomo;
- Diacitoniten - Elaborato da Galeno di Pergamo, era una mistura di mele cotogne bollite, miele, aceto, zenzero e pepe;
- Diacurcuma - A base di curcuma
- Dialacca
- Dianthos - Composto a base di Dianthus carthusianorum, il cosiddetto fiore di Giove (Dianthos viene dalla crasi dei termini greci "Diòs", che significa Dio, e "Anthos", fiore);
- Diamoscus dulcis - A base di muschio;
- Diapliris archoticon
- Diatrion pipereon - Preparazione a base di pepe lungo, pepe bianco e pepe nero;
- Diasorbon
- Electuarium de seminibus Mesue - Elettuario di semi elaborato dal medico arabo Johannes Mesue[1];
- Iustinum imperatoris
- Lithontripon - Medicamento mirato a sciogliere i calcoli biliari;

### Purganti
Avevano soprattutto effetti lenitivi o lassativi.
- Benedicta
- Catholicon Nicolai - L'epiteto di "cattolico" (dal greco: καθολικός, katholikòs, cioè "universale") era dovuto alla diffusa credenza che fosse un rimedio valido per ogni disturbo.
- Confectio medicaminis quod scripsit Hamech - La cosiddetta confezione di Hamech, a base di Colocinto, era nota anche come diacatholicon per evidenziarne le potenzialità universali;
- Conserva rosarum damascenarum
- Diacassia - A base di Cassia;
- Diaphaenicon - Prende nome dall'ingrediente principale, i datteri, frutti della palma phoenix;
- Diaprunis lenitivuum Nicolai - Il diapruno prende il nome dal suo ingrediente basilare, le susine damaschine;
- Diaprunis rosatum Mesue
- Diaprunis solutivuum Nicolai
- Diasena - A base di Senna;
- Electuarium de succo rosarum
- Electuarium elescoph Mesue
- Electuarium indum maius Mesue
- Electuarium rosatum Mesue
- Hiera cum agarico composita
- Hiera simplex Galeni
- Hieralogodion
- Triphera persica

### Oppiacei
- Methridatum - Il cosiddetto mitridato era un elettuario a formulazione complessa, utilizzato con funzione disintossicante e confortativa;
- Theriaca - La teriaca (o electuarium theriacale) è stato un celeberrimo elettuario, diffuso nelle farmacopee di tutta Europa. Composto da moltissimi ingredienti, veniva usato come antidoto contro il morso dei serpenti e come rimedio per svariate malattie.